# Mario Pájaro Gómez
Mario Federico Gómez, más conocido como "Pájaro" Gómez (10 de mayo de 1962, Rosario, Santa Fe) es un músico, baterista, compositor y cantante argentino de pop y rock. Con una larga trayectoria en el ambiente musical rosarino, Gómez se ha vuelto famoso principalmente por su rol como vocalista de la banda Vilma Palma e Vampiros.

## Biografía

### Juventud
Nacido y criado en la ciudad de Rosario, mientras cursaba el ciclo básico escolar el «Pájaro» Gómez no tenía en mente ser músico pero ya desde temprana edad sabía que lo suyo era tocar instrumentos, dedicándose así a aprender batería, piano y guitarra. Al poco tiempo descubrió que también disfrutaba de cantar. Terminó la escuela secundaria, donde se formó como perito mercantil, y trabajó con su familia hasta que pudo establecerse en el mundo de la música.

### Inicios y etapa con Identi-kit
Gómez fue inicialmente baterista del grupo Staff junto a Fito Páez y otros integrantes oriundos de la ciudad de Rosario, durante el año 1980. Luego fue baterista y voz del grupo de rock y pop Identi-Kit entre 1986 y 1988, cuyos integrantes eran también todos provenientes de Rosario. El conjunto tuvo bastante éxito en las radios nacionales y obtuvo un cierto reconocimiento a nivel popular, a pesar de su breve trayectoria.

### 1990-presente:Vilma Palma e Vampiros
En septiembre de 1990, y junto a su compañero de Identi-Kit, Jorge Risso, Gómez fundó la banda de rock pop Vilma Palma e Vampiros, con la que se consagra como cantante. Esta banda es, junto a grupos como Los Gatos y Los Enanitos Verdes, una de las pocas provenientes del interior de su país que lograron alcanzar una gran popularidad en toda la Argentina y que además pudieron trascender el ámbito nacional y alcanzar el éxito en Latinoamérica.
El conjunto debutó con su éxito La pachanga en 1991, y fueron la revelación de ese año, con 160.000 placas vendidas. Actualmente, junto al bajista Gerardo "Largo" Pugliani, el Pájaro Gómez se mantiene como el líder de la nueva formación de la banda, la que continúa editando álbumes recopilatorios de Grandes Éxitos y sacando discos nuevos.